# Lutz Korodi
Ludwig „Lutz“ Korodi (* 15. September 1867 in Kronstadt, Österreich-Ungarn; † 25. März 1954 in Berlin) war ein Siebenbürger Lehrer und Politiker.

## Werdegang
Lutz Korodi war der Sohn des Lehrers, Philologen und Politikers Ludwig Korodi. Nach dem Abitur am Kronstädter Gymnasium 1886 studierte Korodi in Bern, Bonn, Budapest und München alte Sprachen und evangelische Theologie. Während seines Studiums wurde er 1888 Mitglied der Burschenschaft Alemannia Bonn. Er legte das Staatsexamen für den höheren Schuldienst ab und trat 1896 in den Schuldienst ein. 1899 wurde er Professor am evangelischen Gymnasium in Kronstadt. Daneben betätigte er sich als Redakteur der Kronstädter Zeitung und gehörte ab 1901 als Abgeordneter dem ungarischen Reichstag an.
Politische Gründe führten 1903 zu einer Übersiedlung nach Berlin. Dort wurde er 1904 Oberlehrer am Königstädtischen Gymnasium und 1907 Direktor der Fontaneschule in Schöneberg. Während dieser Zeit gehörte Korodi der Führung des Alldeutschen Verbandes an und war zwischen 1917 und 1919 Redakteur der Deutschen Zeitung, die als Organ dieses Verbandes galt.
Nach der Angliederung Siebenbürgens an Rumänien kehrte er 1919 in seine Heimat zurück. Als Vertreter der Siebenbürger Sachsen war er Mitglied des rumänischen Senats. In den Jahren 1921/22 arbeitete er im rumänischen Nationalitäten- und Innenministerium, kehrte dann aber als Professor am deutschen Staats-Realgymnasium in Temesvar wieder in den Schuldienst zurück.
Wegen seiner Beteiligung an der Formierung von politischen Organisationen der Banater Schwaben wurde er 1925 vorzeitig pensioniert. Korodi übersiedelte erneut nach Deutschland und unterrichtete am Goethe-Gymnasium in Hannover. Von 1928 lebte er wieder in Berlin, wo er für verschiedene Tageszeitungen schrieb.

## Ehrungen
- 1952: Großes Verdienstkreuz der Bundesrepublik Deutschland

## Ehe und Familie
Korodi heiratete  1897 in Kronstadt die Therese Hermann. Aus der Ehe gingen drei Söhne hervor, darunter der Schriftsteller Walter Korodi (1902–1983) und der Publizist Dietrich Korodi (* 1904). Ein weiterer Sohn, Hermann Korodi, starb 1918 im Ersten Weltkrieg.